# جوكن
جوكن (باليابانية:  剛拳) هو شخصية خيالية في سلسلة ألعاب الفيديو ستريت فايتر. هو معلم الفنون القتالية الذي قام بتدريب كل من ريو وكين وشقيقه هو أكوما. ظهر كشخصية سرية في ستريت فايتر IV. يتميز أسلوبه القتال بالكاراتيه وشورينجي كيمبو.